# Актаныш
Актаны́ш (тат. Актаныш — «белый знакомый») — село, центр Актанышского района Татарстана.

## География
Расположено в нижнем течении реки Белая, близ границы с Башкортостаном, в 381 км к востоку от Казани, в 66 км к югу от железнодорожной станции Камбарка (линия Казань – Екатеринбург). Восточная часть выходит к озеру Старая Белая.

## История
Актаныш (Нижний Актанышбаш) был основан выходцами Ябалаковой тюбы Кыргызской волости. Упоминается в письменных источниках с 1715 года. В XVIII—XIX веках жители относились к сословиям тептярей и башкир-вотчинников.
В учётных письменных источниках («Книга переписная Уфимского уезда… 1722—1723 г.») жителями поселения «Ахтаныш, что на реке Ахтаныше» указаны ясашные татары. Так, в 1722 году были учтены 12 дворов и 30 душ мужского пола ясачных татар, а в 1747 году — 54 души мужского пола ясачных татары. В 1762 году зафиксированы 44 души мужского пола, которые входили в команду старшины Ишкины Уразаева. После подавления Пугачевского бунта и перевода ясашных татар в сословия тептярей и служилых башкирцев в 1782 году учтены 43 души мужского пола тептярей. В 1795 году в селе также были учтены тептяри. В 1816 году VII ревизией были учтены 222 души мужского пола из числа башкирцев, 156 душ тептярей мужского пола.
В 1834 году башкирцев мужского пола насчитывалось 329 человек, тептярей — 191. В 1848 году записаны только тептяри в количестве 400 человек; в 1859 году учтены припущенники военного звания 315 душ обоего пола. В 1870 году показали уменьшенное число жителей, причем только тептяри — 461 человек.
В период кантонной системы управления в Башкортостане, село находилось в составе 11-го, а с 1847 года — 12-го башкирского кантона.
Жители занимались земледелием, разведением скота, держали постоялые дворы, работали на пристанях. В 1840 году в Ведомости о посеве хлеба на 325 башкир деревни было засеяно 90 четвертей озимого и 97 четвертей ярового хлеба. В начале XX века в Актаныше располагалась земская почтовая станция, функционировали мечеть (известна с 1846 года), школа для мальчиков и девочек. Ежегодно в последнюю неделю сентября здесь проходила ярмарка, еженедельно работал рынок. Располагалось волостное правление и почтово-телеграфное отделение.
В 1848 году в Актаныше была кузница, в 1905 году — 2 ветряные мельницы, 2 мануфактурные, 3 бакалейные лавки; сушилка, проводились базар и в сентябре ярмарка.
Согласно Подворной переписи 1912 года Актаныш состоял из 285 хозяйств, принадлежавших 1417 башкирам-припущенникам, у которых во владении находилось в общем 1943 десятины земли. Татарские крестьяне села были наделены 339 десятинами земли.
В 1866—1920 годах село было центром Актанышевской волости Мензелинского уезда Уфимской губернии. С 1920 года в составе Мензелинского кантона Татарской АССР. С 10 августа 1930 года — центр Актанышского района, с 1 февраля 1963 года — в составе Мензелинского района, с 12 января 1965 года вновь районный центр. В период с 29 июля 1988 года по 21 сентября 1991 года Актаныш имел статус посёлка городского типа.

## Население
| 1884 | 1897 | 1906 | 1913 | 1920 | 1926 | 1938 | 1949 |
| ---- | ---- | ---- | ---- | ---- | ---- | ---- | ---- |
| 906  | 1243 | 1292 | 1417 | 1739 | 1274 | 1874 | 1699 |

| 1959  | 1970  | 1979  | 1989  | 2002  | 2010  | 2012  |
| ----- | ----- | ----- | ----- | ----- | ----- | ----- |
| 2543  | ↗2884 | ↗5178 | ↗6814 | ↗8148 | ↗8923 | ↗9090 |
| 2013  | 2014  | 2015  | 2016  | 2017  | 2018  | 2019  |
| ↗9172 | ↗9317 | ↗9488 | ↗9563 | ↗9615 | ↗9707 | ↗9778 |
| 2020  | 2021  | 2024  |       |       |       |       |
| ↗9797 | ↗9905 | ↘9629 |       |       |       |       |

## Экономика
Действуют База стройматериалов «Строитель» (ул. Строитель, д. 1), завод сухого обезжиренного молока, предприятие сельскохозяйственной техники, типография, Актанышский агрегатный завод (ААЗ).

## Люди, связанные с Актанышом
- Авзалова, Альфия Авзаловна (1933—2017) — певица. Заслуженная артистка РСФСР, народная и заслуженная артистка Татарской АССР.